# Till främmande strand
Till främmande strand (tyska: Zu neuen Ufern) är en tysk dramafilm i regi av Detlef Sierck från 1937, inspelad i Studio Babelsberg. Det var den första filmen som Zarah Leander gjorde som kontrakterad hos UFA och dess framgång lade grunden för hennes stora popularitet i Tyskland. Filmen utspelas i London 1846. Leander spelar sångerskan Gloria Vane som tar på sig skulden för ett brott rörande checkar som hennes aristokratiske älskare Albert Finsbury begått.

## Rollista
- Zarah Leander – Gloria Vane
- Willy Birgel – Sir Albert Finsbury
- Edwin Jürgensen – Jones
- Carola Höhn – Mary Jones
- Viktor Staal – Henry Hoyer
- Hilde von Stolz – Fanny Hoyer
- Jakob Tiedtke – Wells
- Robert Dorsay – Bobby Wells
- Ernst Legal – Stout
- Siegfried Schürenberg – Gilbert
- Lissi Arna – Nelly
- Herbert Hübner – Casinodirektör
- Mady Rahl – Soubrette
- Paul Bildt – frisör